# Unstoppable (Kat DeLuna)
Unstoppable è un singolo della cantante statunitense-dominicana Kat DeLuna, pubblicato nel 2009 ed estratto dall'album Inside Out.
Il brano fa anche parte della colonna sonora del film I Love Shopping (Confessions of a Shopaholic), diretto da P. J. Hogan (2009).
Nella versione del singolo e in quella del video, la canzone vede la partecipazione del rapper Lil Wayne.

## Tracce
- Download digitale

1. Unstoppable (featuring Lil Wayne) – 3:49